# Хорбах (Пфальц)
Хорбах (нем. Horbach) — община в Германии, в земле Рейнланд-Пфальц.
Входит в состав района Юго-западный Пфальц. Подчиняется управлению Вальдфишбах-Бургальбен. Население составляет 559 человек (на 31 декабря 2010 года). Занимает площадь 5,30 км².